# Lorenz Schümann
Lorenz Schümann (* 10. Januar 1992 in Kiel) ist ein deutscher Volleyball- und Beachvolleyballspieler.

## Karriere Hallen-Volleyball
Schümann spielte ab 2004 Hallenvolleyball bei der heimatlichen FT Adler Kiel. Mit dem TSV Husum stieg er 2009 in die Regionalliga Nord auf und nahm an den Deutschen U18-Meisterschaften in Rottenburg teil. 2010 wechselte der Außenangreifer ins Volleyball-Team Kiel, wo er nach einer Saison in der Regionalligamannschaft 2011 ins Zweitligateam aufrückte. In der Saison 2012/13 spielte Schümann beim Regionalligisten VCO Hamburg, bevor er 2013 zum Drittligisten 1. VC Norderstedt wechselte. 2018/19 und 2021 spielte Schümann beim Drittligisten Eimsbütteler TV.

## Karriere Beachvolleyball
Schümann war seit 2004 auch im Beachvolleyball aktiv. Mit seinem Kieler Partner Maximilian Lübbe wurde er 2008 und 2009 in der Jugend mehrfach Schleswig-Holsteinischer Landesmeister und -vizemeister und nahm auch an einigen Deutschen Meisterschaften teil. An der Seite von Dominik Stork erreichte Schümann 2010 dritte Plätze bei den Deutschen U20-Meisterschaften in Berlin und bei den U19-Weltmeisterschaften in Porto und wurde in Kiel Deutscher U19-Vizemeister. Seit 2011 spielten Schümann/Stork auf der Smart Beach Tour und anderen nationalen Turnieren. Bei den U20-Europameisterschaften 2011 in Tel Aviv wurden sie Dritte. 2014 erreichten sie bei den U23-Weltmeisterschaften im polnischen Mysłowice Platz neun, bei den Studenten-Weltmeisterschaften in Porto Platz fünf sowie bei den Deutschen Meisterschaften in Timmendorfer Strand Platz 13. 2015 war Valentin Begemann sein Partner. Begemann/Schümann gewannen den Smart Beach Cup in Jena und den Smart Super Cup in Kühlungsborn. Bei der Deutschen Meisterschaft wurden sie Neunte. 2016 spielte Schümann mit Armin Dollinger (Sieg Smart Beach Cup Dresden) sowie mit Julius Thole (Sieg Smart Beach Cup Jena, Platz neun Deutsche Meisterschaft und Sieg CEV Satellite Barcelona) und hatte seine ersten Einsätze auf der FIVB World Tour. Beim FIVB 3-Star Turnier 2017 im iranischen Kisch erreichten Schümann/Thole nach einem Sieg über die Olympiateilnehmer Böckermann/Flüggen das Halbfinale und wurden Vierte. Mit Alexander Walkenhorst gewann Schümann das CEV Satellite Turnier im ungarischen Siófok. Bei der Europameisterschaft in Jūrmala erreichten Schümann/Thole als Gruppenzweiter die erste Hauptrunde, in der sie sich gegen die Slowenen Zemljak/Pokeršnik in drei Sätzen durchsetzten. Im Achtelfinale verloren sie gegen die Italiener Ranghieri/Carambula und belegten am Ende Platz neun. Schümann startete mit Markus Böckermann beim FIVB Saisonfinale in Hamburg, da dessen Partner Lars Flüggen verletzt war. Am Ende belegten sie hier Platz fünf. Bei der Deutschen Meisterschaft wurden Schümann/Thole Vierte. Von Oktober 2017 bis Juni 2018 spielte Schümann zusammen mit Nils Ehlers. Ehlers/Schümann belegten beim FIVB 3-Sterne-Turnier 2017 im chinesischen Qinzhou Platz fünf und beim 2-Sterne-Turnier 2018 in Jinjiang Platz zwei. Nachdem Ehlers ab August 2018 mit Lars Flüggen ein neues Team bildete, beendete Schümann seine Karriere.